# Pagani Automobili
Pagani Automobili è una casa automobilistica italiana, specializzata nella produzione di automobili a elevate prestazioni.

## Storia

### Produzione
L'azienda fu fondata a San Cesario sul Panaro, in Emilia-Romagna, dall'italo-argentino Horacio Pagani, grande estimatore del pilota italo/argentino Juan Manuel Fangio. Pagani  lavorò per vari anni presso la Lamborghini, prima come componente del gruppo interno e successivamente come collaboratore esterno quando nel 1988 fondò la Pagani Composite Research, un'azienda che avrebbe dato un contributo decisivo per la realizzazione di bolidi come la Diablo. Ma da tempo, Horacio Pagani aveva in mente di dedicarsi alla produzione in proprio di una nuova Gran Turismo, che divenisse il punto di riferimento nel suo segmento di mercato. Fu proprio nel 1988 che apparvero i primi disegni della futura vettura ossia la Zonda, che all'epoca si chiamava Fangio F1. Nel 1991 Pagani fondò l'azienda Modena Design, che diventò fornitore dei produttori di auto sportive come Dallara, Ferrari, Berman, Lange e Renault.

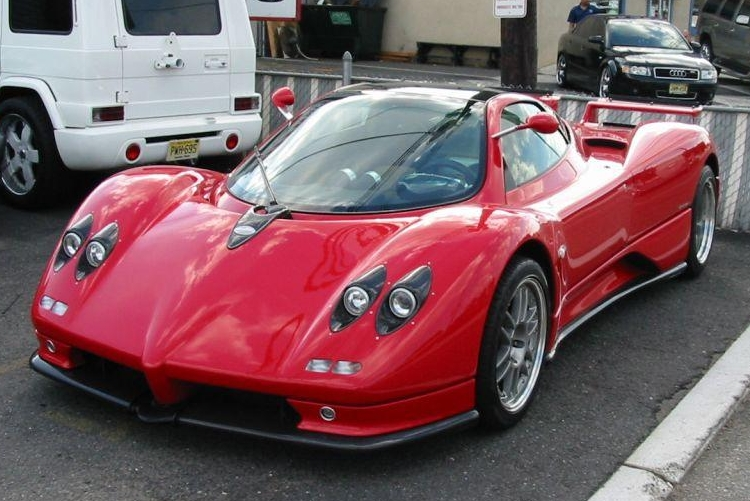
Una Pagani Zonda C12 S.

Nel frattempo continuarono gli studi per la Fangio F1: nel 1992 Pagani realizzò il primo prototipo del progetto C8 e fu proprio in quell'anno che nacque la ragione sociale della Pagani Automobili. In quel periodo, tramite Juan Manuel Fangio, conobbe i vertici della Mercedes-Benz e due anni dopo ottenne la fornitura dei motori AMG, interamente realizzati a mano.  I test aerodinamici furono condotti nel 1993 alla galleria del vento della Dallara. La nuova vettura fu terminata nel 1998 con il nome di Zonda prendendo il nome di un vento che soffia nella stagione invernale nelle pampas argentine. Si trattava di una sportiva costruita a mano con telaio e scocca in fibra di carbonio, il cui design trae ispirazione dagli sport prototipi Mercedes-Benz di Gruppo C. La nuova sportiva fu lanciata al salone dell'automobile di Ginevra del 1999. Il nome di Zonda fu scelto al posto di Fangio F1 per rispetto verso il pilota argentino scomparso nel 1995.
La vettura, equipaggiata inizialmente con il V12 M120 da 5987 cm³, esordì in configurazione regolarmente omologata per la circolazione. Nel 2000 fu prodotta la versione "S" con motore da 7010 cm³, che dal 2002 passò a 7291 cm³, per una potenza di 558 CV; venne poi lanciata la versione roadster. Successivamente, oltre la Zonda C 12 S, furono messe in commercio altre versioni: la Zonda F (dove la "F" sta per Fangio, in onore del pilota argentino), il cui motore passò da 558 a 602 CV, e la Zonda F Clubsport, dotata sempre del V12 da 7300 cm³, ma che in questa versione arrivava a erogare 650 CV. Con una velocità massima intorno ai 350 km/h equivaleva, se non superava, le prestazioni della vettura di punta Ferrari, la contemporanea Enzo. Ambedue le varianti erano disponibili in versione a tetto chiuso oppure roadster e ogni esemplare costava oltre mezzo milione di euro. Data l'esclusività delle sue vetture, Pagani ha sempre prodotto un numero ridotto di modelli: la produzione media è di circa venti auto l'anno e nel periodo tra il 2000 e metà 2007 furono prodotte 80 Zonda, tutte a prezzi esorbitanti.

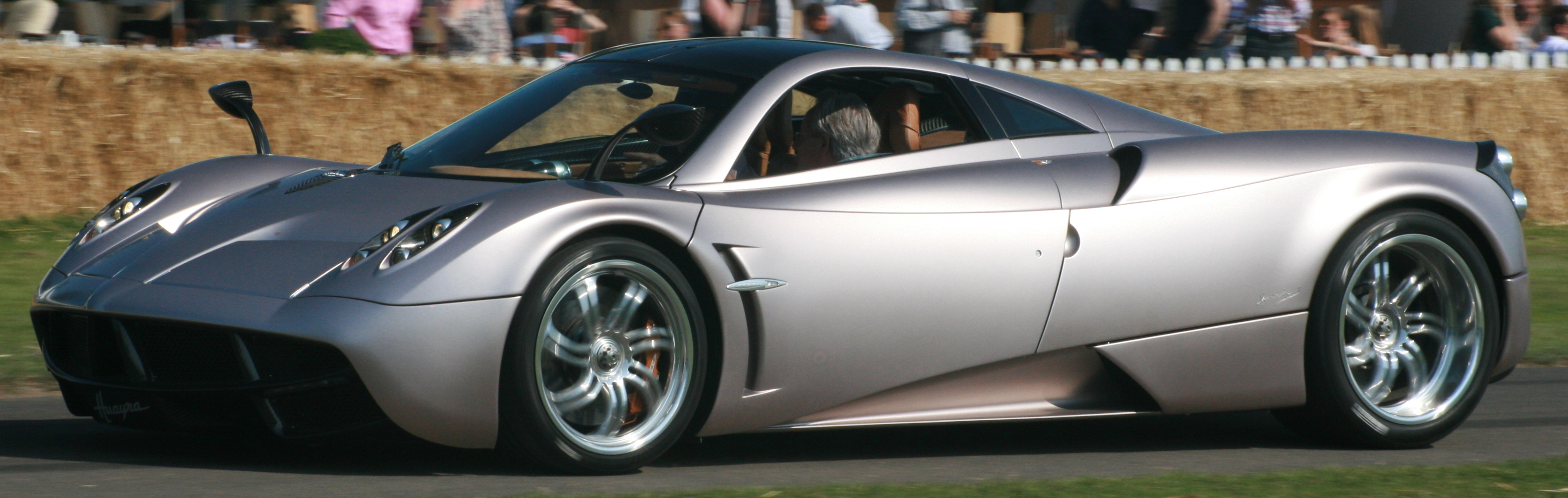
Una Pagani Huayra.

A inizio 2011 fu svelata la Pagani Huayra, figlia del progetto "C9", il modello sostituì la Zonda alla quale s'ispirava per l'evoluzione stilistica. La Huayra montava inizialmente un V12 con due turbocompressori marchiato AMG da 5980 cm³ che sviluppava una potenza di oltre 730 CV e una coppia motrice di 1000 Nm che le consentivano di toccare una velocità massima di 374 km/h con un'accelerazione sullo 0 a 100 in poco meno di tre secondi.
Nel 2013 Pagani presentò un'altra vettura con il nome di Zonda Revolucion. Quest'ultima montava un V12 AMG aspirato da 5987 cm³, capace di sviluppare una potenza di 800 CV e una coppia motrice di 730 Nm. Accelerava da 0 a 100 in 2,6 secondi e raggiungeva una velocità massima di oltre 350 km/h. Il rapporto peso-potenza era di 1,34 kg/cv. La Zonda Revolucion fu venduta al prezzo di 2,2 milioni in euro più tasse e fu prodotta in cinque esemplari.
Sempre nel 2013 Nicola Volpi, del fondo finanziario Permira, entrò nel gruppo Pagani affiancando l’altro socio di minoranza Faro S.r.l. di Pierluigi Zappacosta.

### Auto più costosa del mondo
Nel 2018 fu prodotta l'ultima Pagani della serie Zonda ossia la HP Barchetta: HP sta per Horacio Pagani; tale modello fu prodotto in tre esemplari al prezzo di 20 milioni in euro diventando l'auto di serie più costosa della storia industriale automobilistica mondiale. Gli esemplari venduti ai clienti sono due poiché il primo esemplare, appena uscito dalla fabbrica, fu conservato da Horacio Pagani nella propria abitazione. La nuova Zonda guadagna leggerezza attraverso l’impiego di materiali leggeri, come la sofisticata fibra di carbonio. Il cuore della vettura è il motore V12 AMG abbinato a una trasmissione manuale a sei rapporti. A gestire tali prestazioni l’impianto frenante Brembo con dischi freno carboceramici.

### Motore elettrico
Nel 2018 è iniziato lo studio per progettare e produrre un modello alimentato solo con motore totalmente elettrico: in fabbrica è stata allestita una divisione di specialisti dedicata alla produzione di motori elettrici. Horacio Pagani ha chiesto ai suoi progettisti di fornire il suo nuovo modello di cambio manuale: quest'innovazione lo renderebbe un'auto elettrica unica al mondo. Nel 2022 la  rivista britannica Autocar pubblicò un articolo riguardante un supposto abbandono di Horacio Pagani per il progetto dell'auto elettrica non avendo riscontrato interesse da parte dei suoi clienti, ma poi l'imprenditore spiegò che si trattava di un malinteso.

## Modelli
- Pagani Zonda (dal 1999 al 2010)
- Pagani Huayra (dal 2011)
- Pagani Utopia (dal 2022)